# Christine Laszar

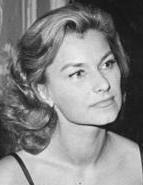
Christine Laszar auf dem 14. Internationalen Filmfestival Karlsbad, 1964

Christine Laszar, geborene Laszarus, (* 19. Dezember 1931 in Ortelsburg; † 17. November 2021 in Berlin) war eine deutsche Schauspielerin, die vor allem in der DDR auf der Bühne und beim Film arbeitete.

## Privatleben
Christine Laszar war in den 1950er Jahren in erster Ehe mit dem Schauspieler und Regisseur Rudolf Schündler verheiratet. Die aus der Ehe entstammende gemeinsame Tochter Katrin Schündler arbeitete später als Redakteurin und Moderatorin beim DDR-Fernsehen. 1958 übersiedelte Laszar mit ihrer Tochter in die DDR und heiratete bald darauf den Journalisten Karl-Eduard von Schnitzler aus der Kölner Bankiersfamilie Schnitzler. Die Ehe wurde 1962 nach vier Jahren geschieden.
Laszar zog 1993 nach Nykøbing Mors in Dänemark, kehrte aber aufgrund gesundheitlicher Probleme – ihre Sehkraft ließ zunehmend nach – nach Rostock zurück. Sie starb am 17. November 2021 nach langer Krankheit im Alter von 89 Jahren. Zuletzt lebte sie in Berlin.

## Karriere
Laszar absolvierte die West-Berliner Max-Reinhardt-Schule für Schauspiel und begann ihre Theaterlaufbahn am Renaissance-Theater. Sie trat am Kabarett Die Stachelschweine und bei der Münchner Schaubude auf. In der DDR gastierte sie an der Volksbühne Berlin.
Am „Theater der Zeit“ im Münchner Goethesaal spielte Laszar in Rolf Honolds gegen den Indochinakrieg gerichteten Schauspiel Geschwader Fledermaus das Generalsliebchen Fressy. Regisseur Erich Engel gab ihr 1957 dieselbe Rolle, zugleich die weibliche Hauptrolle in seinem gleichnamigen DEFA-Film.
Daraufhin erhielt sie eine Festanstellung bei der DEFA. In Kriminalfilmen und Politthrillern verkörperte sie kühle, intelligente Frauen. Anfänglich in sympathischen Rollen zu sehen, wurde sie ab 1963 regelmäßig als gefährliche Kriminelle besetzt, u. a. 1964 als Frau Sievers in Pension Boulanka. 1966 kommentierte Wolfgang Carlé in dem Buch Schauspieler von Theater, Film und Fernsehen: „Hoffen wir, daß wir Christine Laszar bald in einer Rolle sehen werden, die uns neue Varianten ihres Könnens erschließt.“
Laszar, inzwischen Stadtverordnete von Teltow, gastierte an der Volksbühne und trat in Fernsehserien auf. Zu Beginn der 1970er Jahre wurde sie Fernsehredakteurin beim Deutschen Fernsehfunk, unter anderem erarbeitete sie Künstlerporträts. 1969 und 1973 war sie in den Fernsehmehrteilern Krupp und Krause sowie Eva und Adam zu sehen. Sie stand letztmals 1979 für die im Mai 1980 ausgestrahlten Filmkomödie Alma schafft alle in einer Nebenrolle als Rezeptionsdame vor der Kamera. Schwer erkrankt zog sich Laszar in den 1980er Jahren in das Privatleben zurück.

## Filmografie
- 1954: Zwischenfall im Roxy
- 1958: Geschwader Fledermaus
- 1959: Die Premiere fällt aus
- 1959: Bevor der Blitz einschlägt
- 1959: Weißes Blut
- 1960: Hochmut kommt vor dem Knall
- 1960: Liebe auf den letzten Blick
- 1961: Der Fremde
- 1961: Der Arzt von Bothenow
- 1961: Der Traum des Hauptmann Loy
- 1961: Der Mann mit dem Objektiv
- 1961: Der Tod hat ein Gesicht
- 1962: Das Stacheltier: Der Fluch der bösen Tat (Fernsehreihe)
- 1962: Tempel des Satans
- 1962: Der Tod hat ein Gesicht
- 1963: For Eyes Only
- 1963: Carl von Ossietzky
- 1964: Schwarzer Samt
- 1964: Pension Boulanka
- 1965: Hamida
- 1965: Mörder auf Urlaub (Ubica na odsustvu)
- 1966: Schwarze Panther
- 1967: Schild und Schwert
- 1968: Tod im Preis inbegriffen
- 1968: Der Staatsanwalt hat das Wort: Störende Geräusche (Fernsehreihe)
- 1968: Der Staatsanwalt hat das Wort: Das Wochenendhaus (Fernsehreihe)
- 1969: Die Dame aus Genua
- 1969: Krupp und Krause (Mehrteiler)
- 1973: Eva und Adam (Vierteiler)
- 1974: Der Staatsanwalt hat das Wort: Eine Nummer zu groß (Fernsehreihe)
- 1980: Alma schafft alle (Fernsehfilm)

## Theater
- 1962: Konstantin Simonow: Der Vierte – Regie: Lothar Bellag (Volksbühne Berlin – Theater im III. Stock)